# Гаї-Розтоцькі
Гаї́-Розто́цькі — село в Україні, у Залозецькій селищній громаді Тернопільського району Тернопільської області. 
Населення — 1113 осіб (2012 р.).

## Населення

### Мова
Розподіл населення за рідною мовою за даними перепису 2001 року:
| Мова       | Кількість | Відсоток |
| ---------- | --------- | -------- |
| українська | 1050      | 100%     |

## Історія

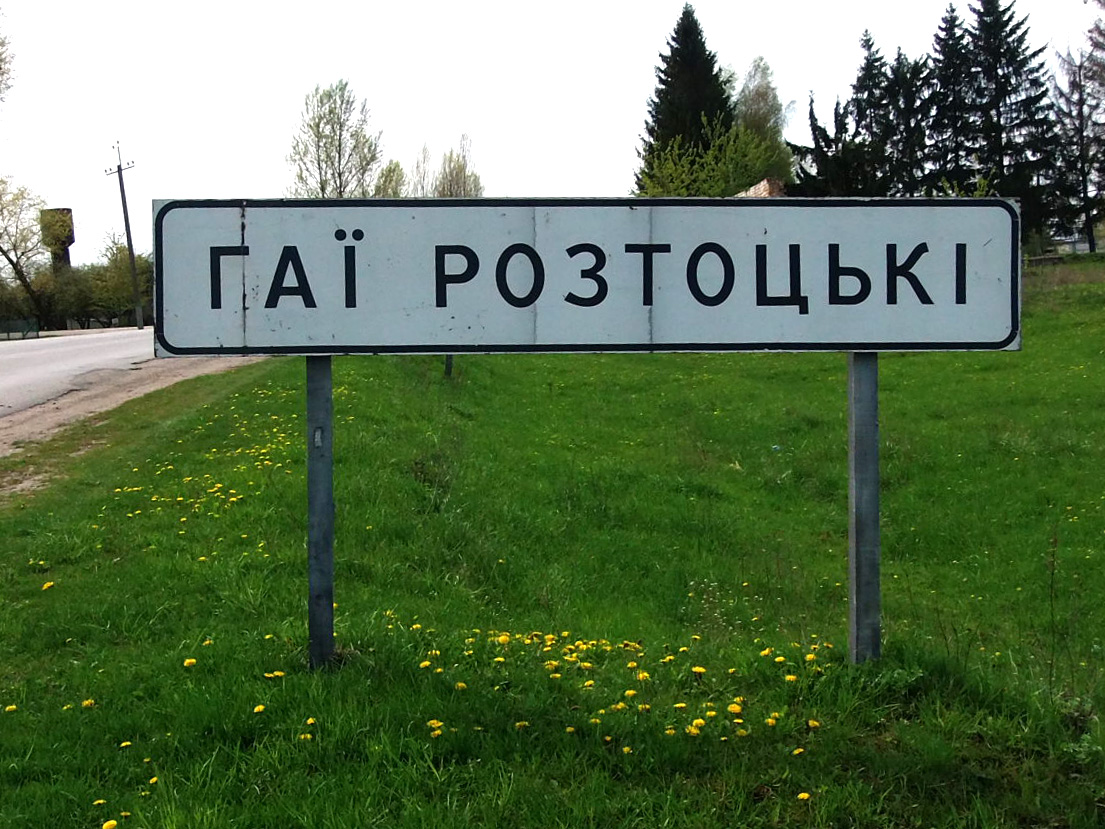

Перша писемна згадка — 1785 рік. Землі належали в XVI ст. до Олеських маєтностей і були власністю воєводи Мартина Каменецького, а потім магнатів Вишневецьких та Потоцьких.
Розбудовуватися почало після великої пожежі 1830 року, яка майже повністю знищила розташовані поблизу Залізці. Вихідці з них, викупивши шмат землі у монастиря святого Августина, заснували поселення. Село розкинулось на берегах ярів і урочищ. Земля тут глиниста, придатна до вирощування садів. Селяни називали себе міщанами, бо походили з міста. Займалися садівництвом і бджільництвом. Зібраний урожай і мед возили до Тернополя, Львова, та навіть до Варшави і Гданська, від чого мали великий прибуток. Крім садівництва, у Гаях Розтоцьких робили вози, бочки, виправляли шкіри й ткали.
Недалеко від села є Гостра гора, вкрита мішаним лісом, — з покладами вапняку, який також є на Ушеровій горі й Шведовому камені. Ці гори є початком хребта Товтрів, що беруть початок у Підкамені. На Ушеровій горі (426 м над рівнем моря) був бастіон російських, а потім австрійських військ під час Першої світової війни. Шведів камінь також пов’язаний з військово-оборонною фортифікацією. Тут під час Північної війни (1705-1712 рр.) збудували укріплення шведські війська.
У часи Першої світової війни село було знищене, а населення виселене до Південної Австрії. Після війни культурне життя села підіймала молодь, що навчалась у Тернополі, Золочеві та Львові. У 30-х роках створено читальню "Просвіти", при якій утворились товариство "Січ" та кооператив "Згода". Був також духовий оркестр, яким керував Володимир Романевич.

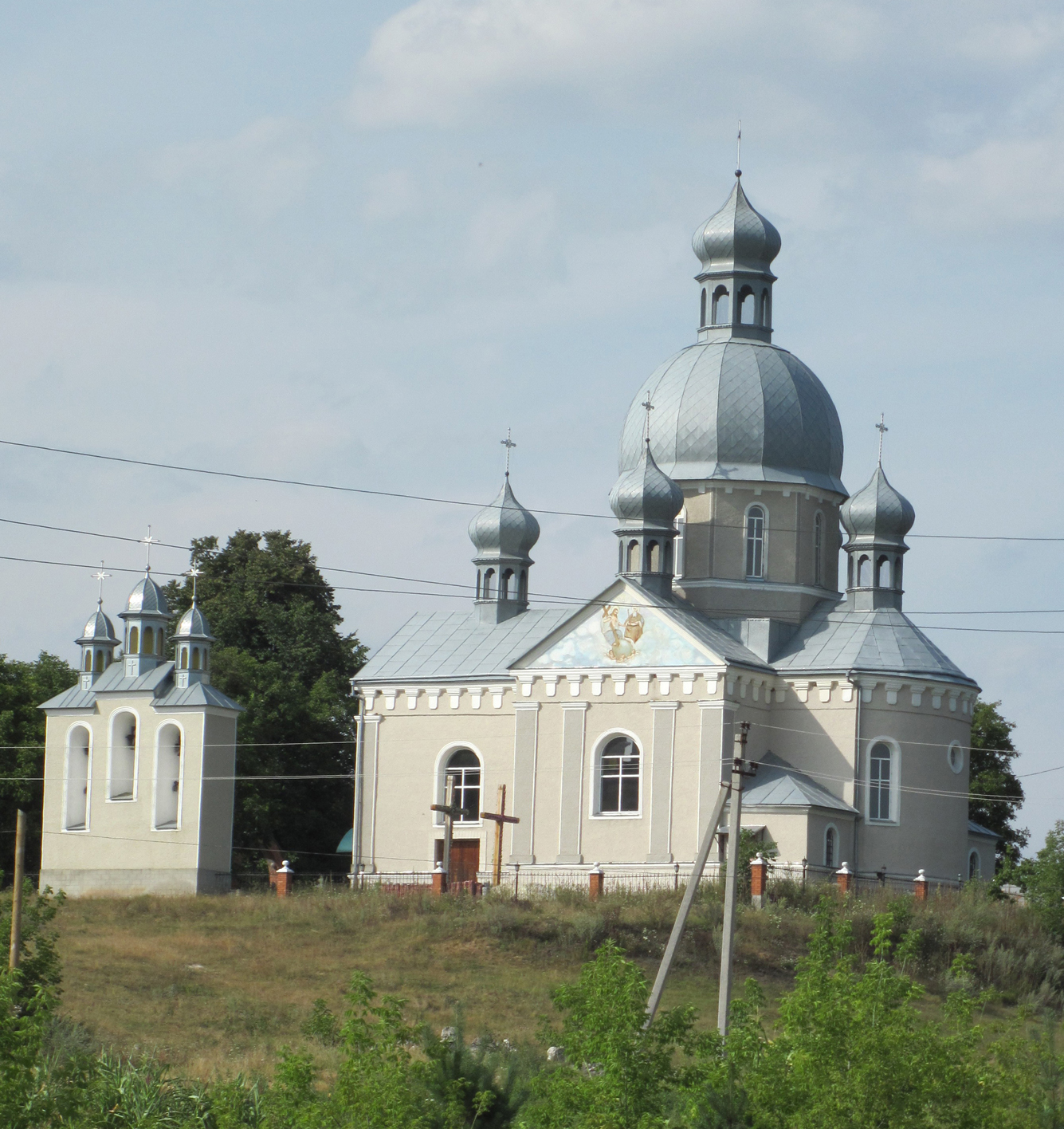
Церква святого Вознесіння

Під час Другої світової війни до Червоної Армії насильно мобілізували 89 чоловіків (разом з Гаями-за-Рудою), 21 з них загинув. В селі була станиця "стрибків", яку роззброїли українські повстанці у 1944 р. У час визвольної боротьби 1940-1950 рр. населення Гаїв Розтоцьких брало в ній активну участь. Серед вояків УПА був навіть поляк Антін Яворський (розстріляний НКВД у 1945 р.). У лавах УПА боролися станичні Стефа Задвірна та Степан Левицький, зв’язкова Анастасія Левицька, кущовий провідник Антін Питляр ("Ярослав"), повстанці Олексій Левицький ("Грізний", "Олег"), Северин Хоміцький ("Музика"), Дмитро Нестор та Петро Левицький, бойовики СБ ОУН Ярослав Макар ("Олень"), Григорій Левицький ("Чорний") та Григорій Хоміцький ("Нечай"), районний референт пропаганди ОУН Заложцівського району Борис Питляр ("Явір") та підрайонний референт пропаганди Ярослав Питляр ("Байда"), повстанці Адольф Базан, Роман Баран, Василь Біляк, Іван Вихор, Ярослав Волинець, Михайло Кисіль, Катерина Левицька, Северин Максимів, Василь Рудакевич, Іван Сович.
До Першої світової війни була двокласна школа. Після війни, у 1925 році, збудовану нову чотирикласну школу. Директором був Петро Макар. У 1944 р. — школа семирічна, а з 1973 р. — середня.
Село газифіковане у 1999 р.
Гаї-Розтоцькі колишній Адміністративний центр Гаєрозтоцької сільської ради. До села приєднано хутір Крутяки. Хутір Закамінь виключений з облікових даних у зв'язку із переселенням мешканців.
12 червня 2020 року, відповідно до розпорядження Кабінету Міністрів України № 724-р «Про визначення адміністративних центрів та затвердження територій територіальних громад Тернопільської області» увійшло до складу Залозецької селищної громади.
19 липня 2020 року, в результаті адміністративно-територіальної реформи та ліквідації Зборівського району, село увійшло до складу Тернопільського району.

## Релігія
У селі є чинна мурована греко-католицька церква святого Вознесіння, збудована у 1992 році, капличка Божої Матері, 6 «фігур» та 2 кам’яні хрести.

## Пам'ятники
Споруджено пам'ятник полеглим у німецько-радянській війні воїнам-односельцям (1974; скульптор В. Млинко, архітектор Л. Довбенчук), насипано символічну могилу воякам УПА.

### Скульптура святого Миколая
У XVIII ст. в селі, в один момент, почали помирати діти від невідомої хвороби. Щоб смерті припинилися, родина Сідловських пожертвувала фігуру святого Миколая, яку встановили на межі Зборівського і Кременецького районів. Також було посаджено чотири липи. І тоді, недуга відступила.
Під час Другої світової війни німці прокладаючи воєнний шлях зрізали липи, а фігуру перенесли на подвір'я жителя села.
Після того, як припинився войовничий атеїзм скульптуру повернуто на первісне місце. Нині за фігурою доглядає прародичка фундатора Франка Сідловська.

Фігура св. Антонія
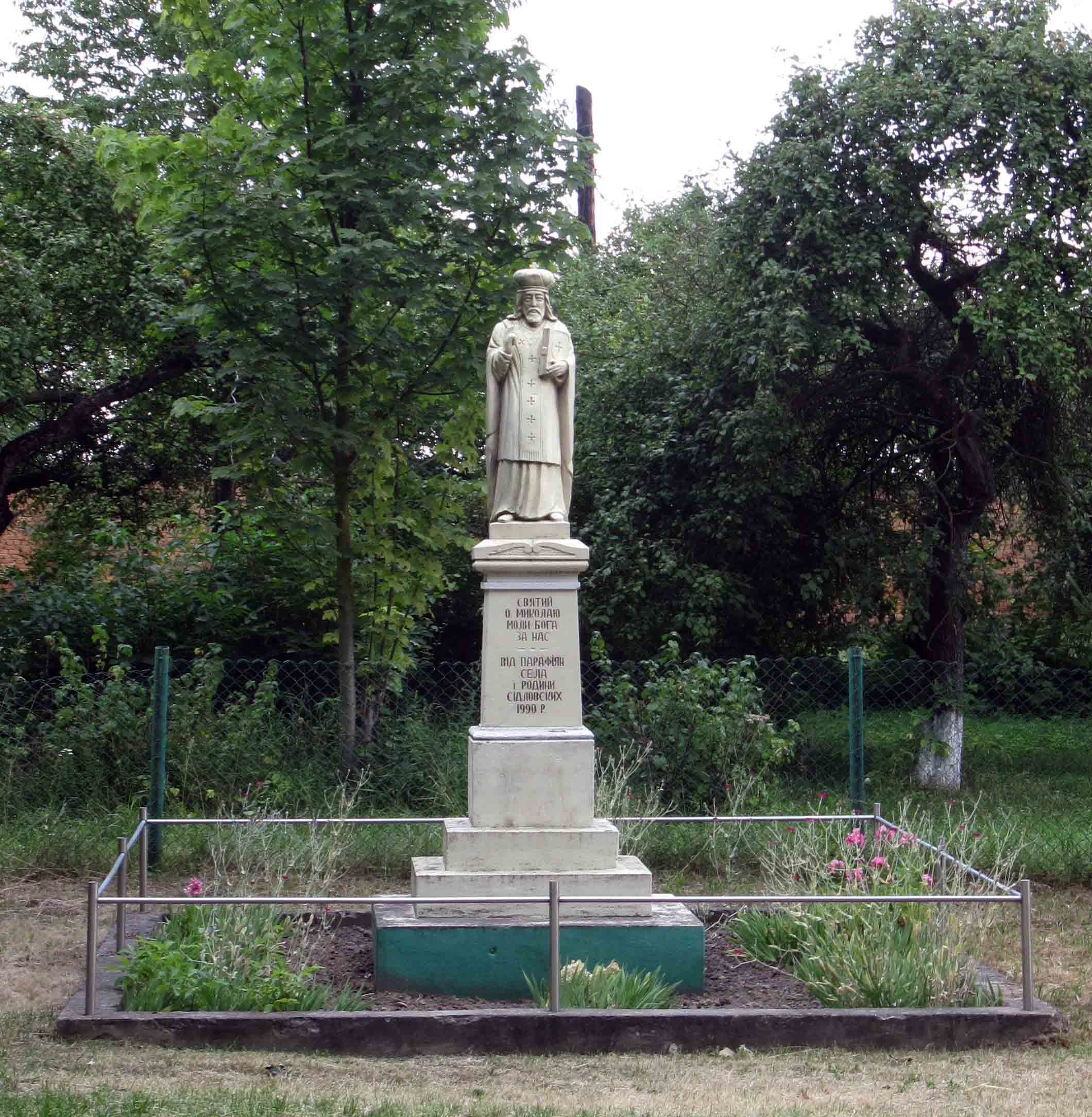
Фігура св. Миколая

## Соціальна сфера
Діє гає-розтоцьке НВК (збудована у 1989 р.), Будинок культури, бібліотека, ФАП, відділення зв'язку, ПАП «Розтоцьке», фермерські господарства, крамниці, колишні колгоспні землі розпайовані.

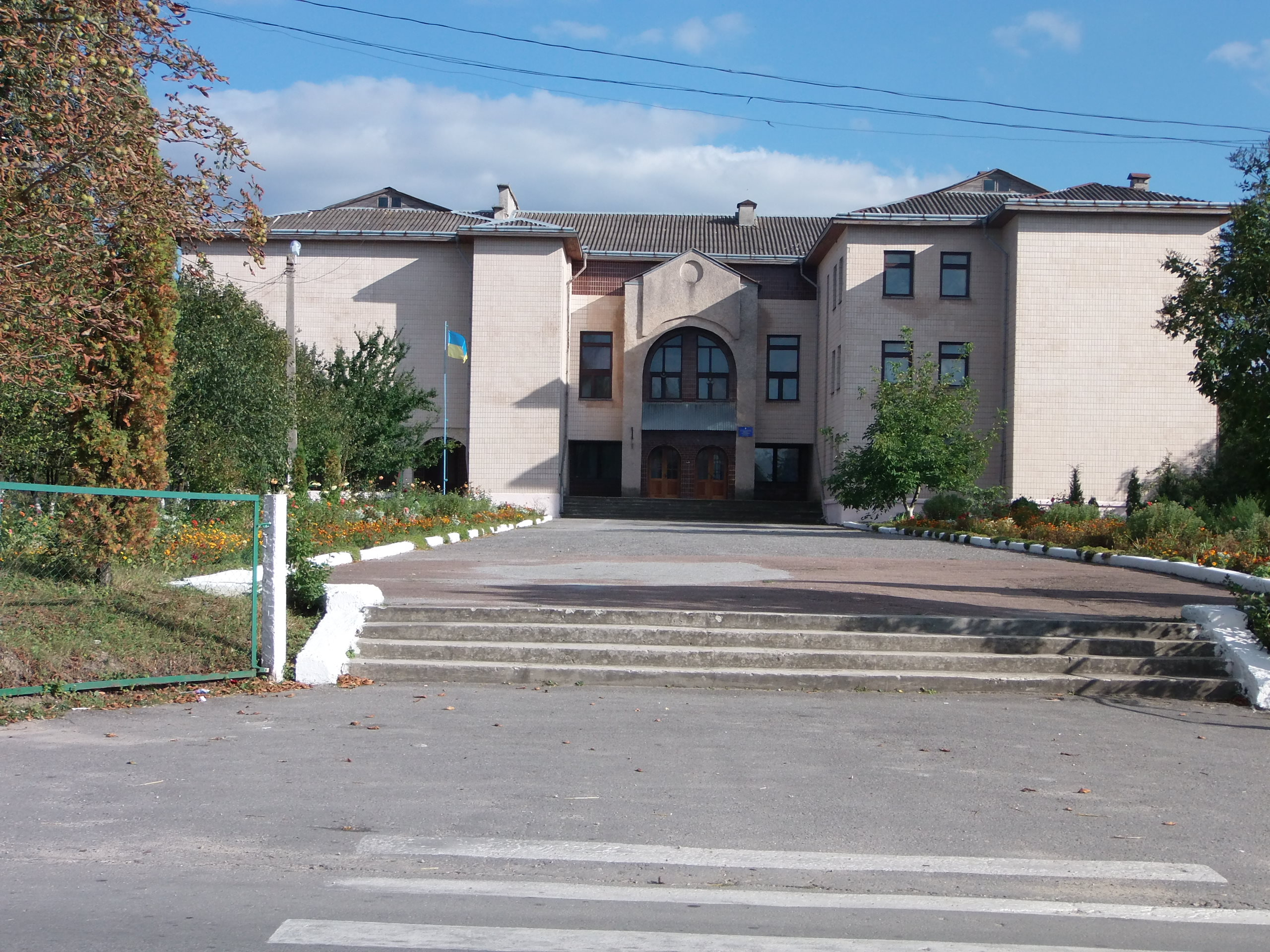
Гає-Розтоцька ЗОШ І-ІІІ ступенів
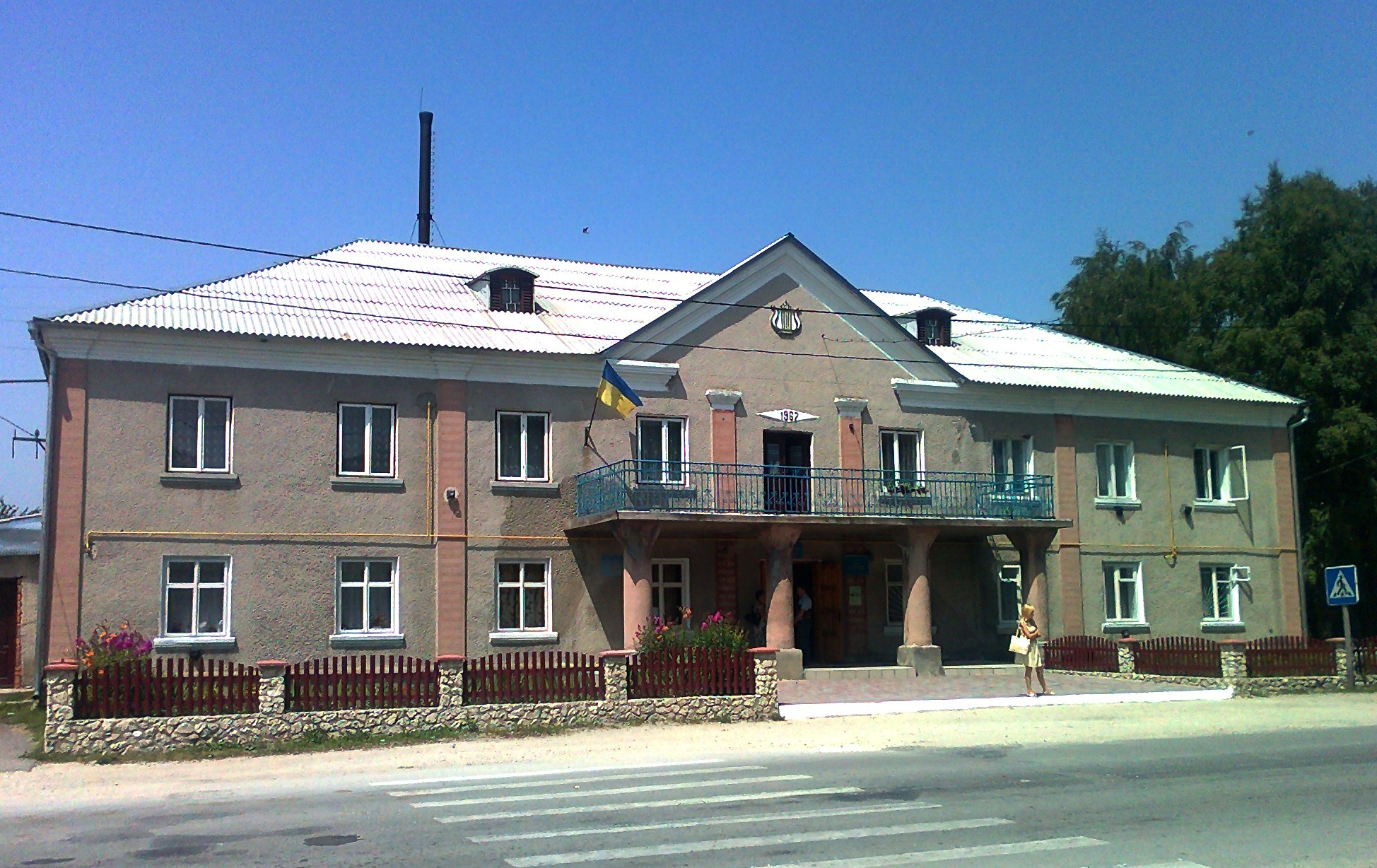
Сільський будинок культури

## Персоналії

### Народилися
- Зіновій Моравський — український господарник, керівник у системі автомобільного транспорту Тернопільської області.
- Михайло Покиданець — український художник, вишивальник.
- проживав і похований доктор хімічних наук, професор Казимир  Патриляк.
- проживав і похований килимар І. Покиданець.
- член Національної спілки журналістів України, краєзнавець Григорій Жук.

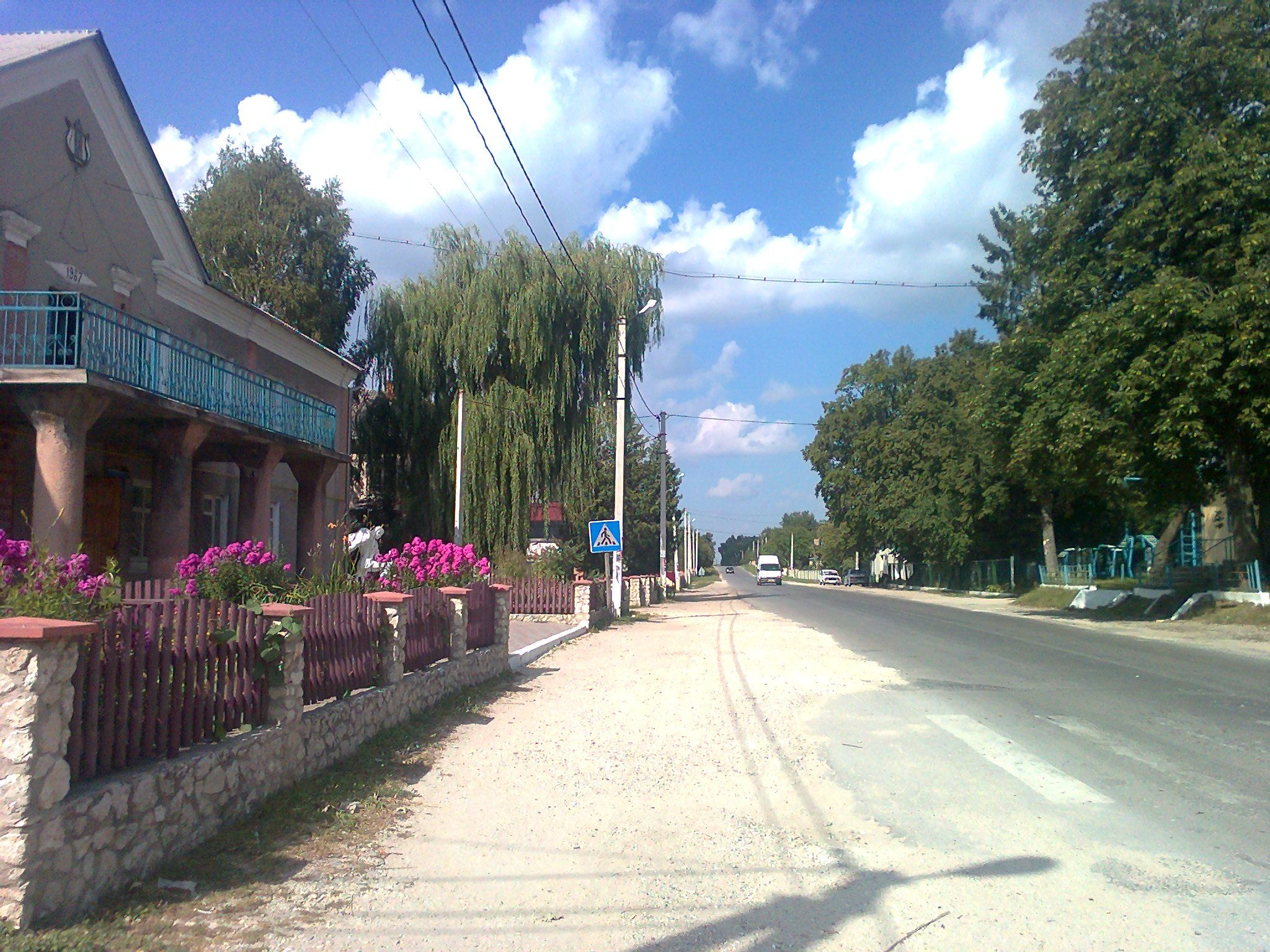
Центральна вулиця села
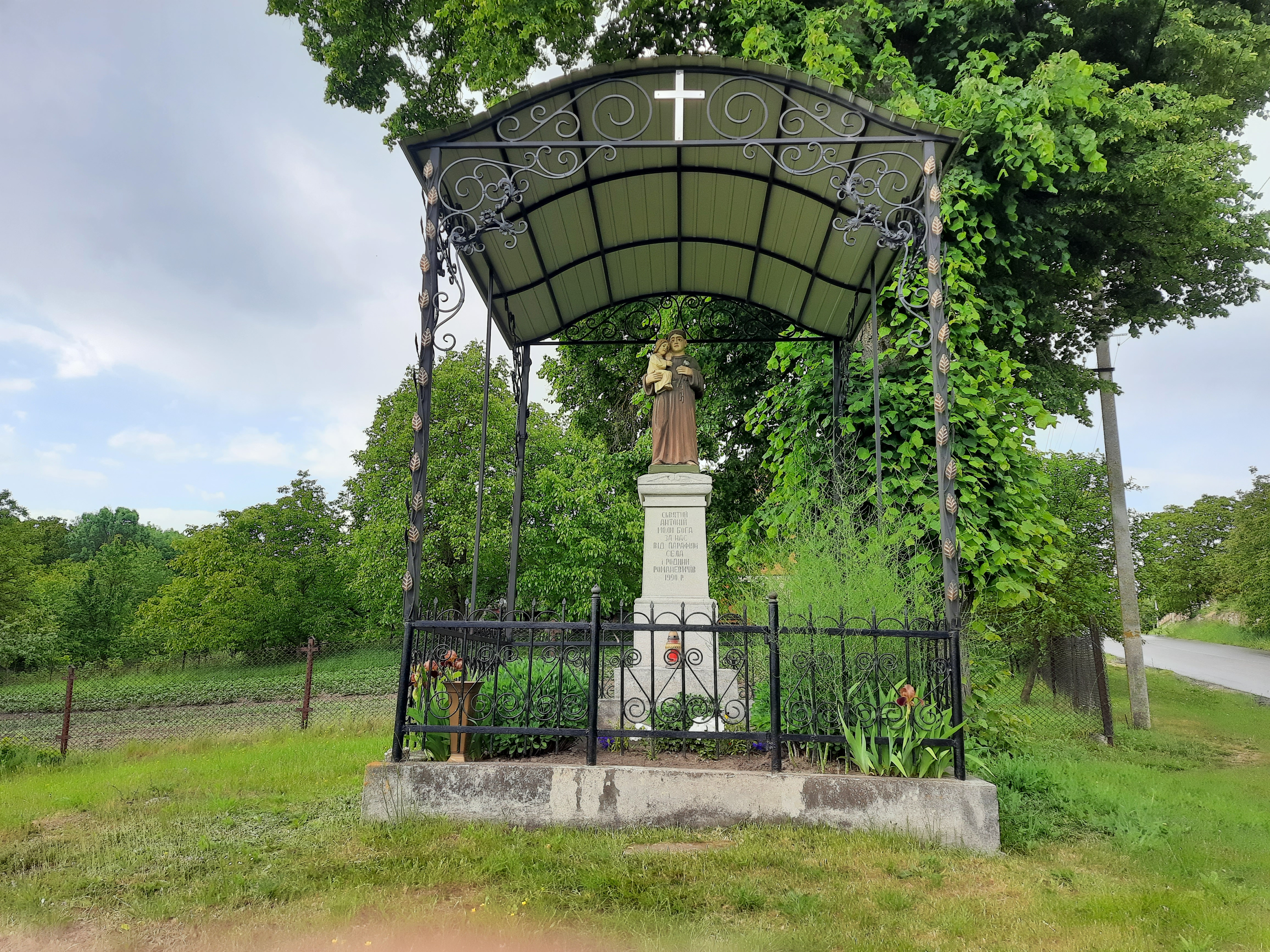
Скульптура Святого Антонія
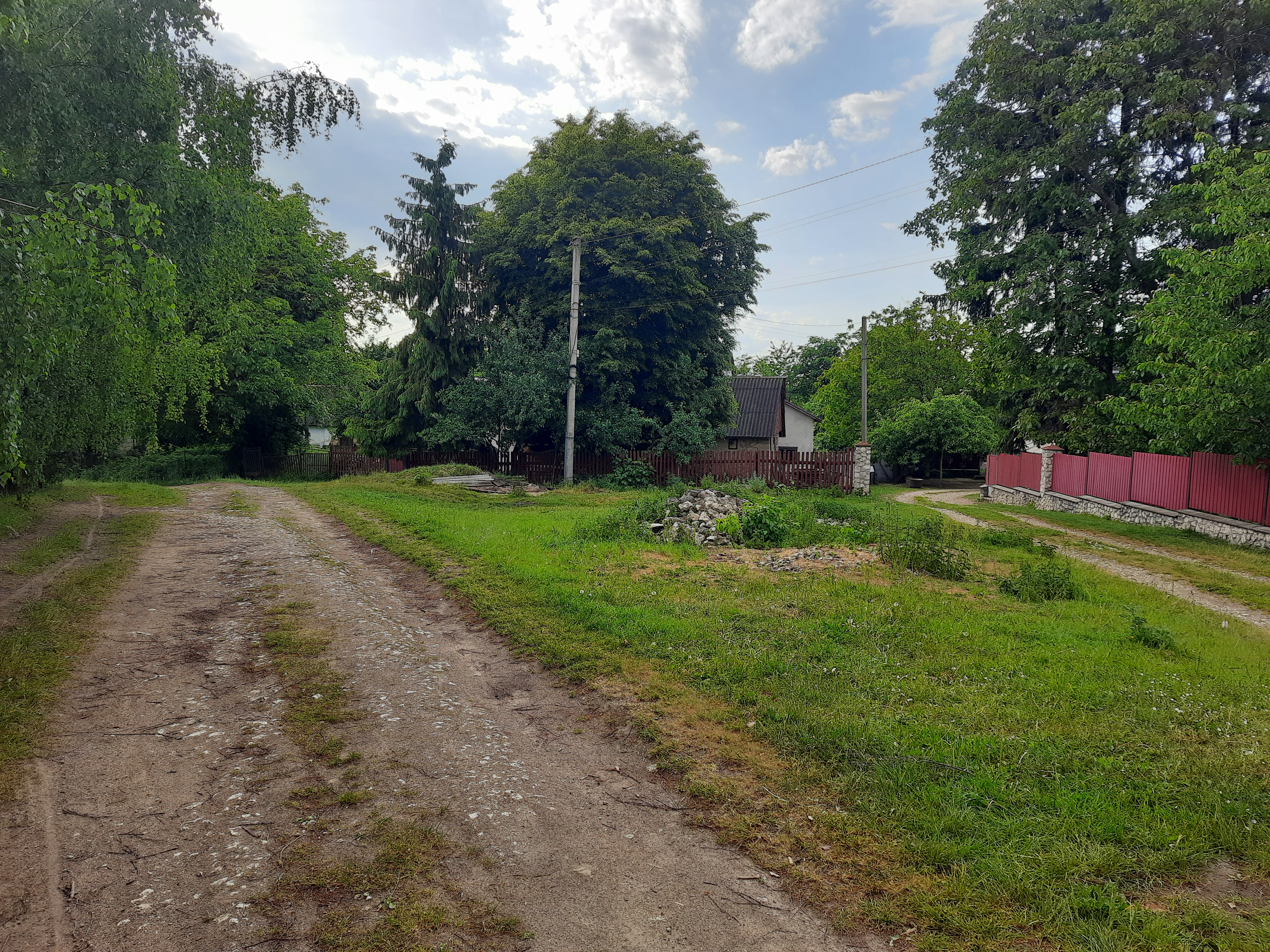
Околиця села
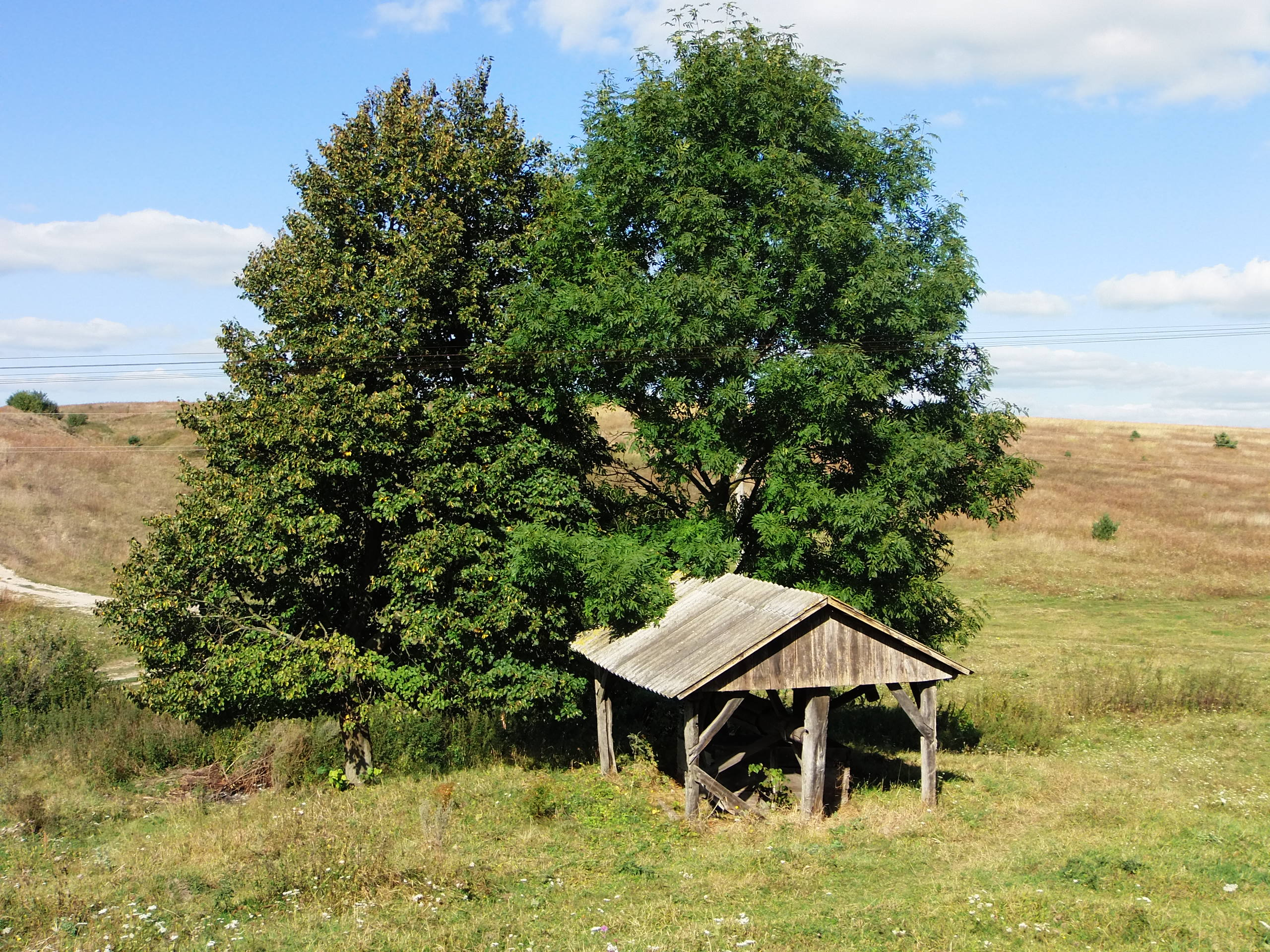
Стара студня біля хутора Крутяки